# Маргарит Минков
Маргарит Минков е български детски писател, поет, драматург и сценарист.

## Биография
Маргарит Минков е роден на 11 май 1947 г. в Плевен. Детството му преминава в махалата при „Китайската стена“. Изключван е от училище. Вуйчо му е военен лекар и полиглот, осъден и убит от Народения съд. Маргарит Минков е смятан от комунистическата власт за неблагонадежден. За кратък период учи в духовна семинария, но я напуска по собствено решение. Няма висше образование. Самообразова се в областта на философията, музиката, световната литература, физиката.
От 1970 до 1978 г. Маргарит Минков сътрудничи на Детската редакция в Българската национална телевизия. Приказките му за предаването „Лека нощ, деца“ се отличават със завладяващ хумор и усет за парадокса и небивалицата.
Минков написва за децата „Приказки с шапки“, „Две ръчички – десет пръста“, „Чудеса, чудеса“ (наградена от Комитета за култура и Министерството на образованието), „Приказки за разказване“, „Звездна притча Рождество“, както и пиеси, филмови новели и мюзикъли. Печели второ място в конкурса за оригинална авторска приказка „Ханс Кристиан Андерсен“, организиран от БНТ, а по-късно и трето място в конкурс във Варна с пиесата „Големият бал на шахматните фигури“ (1979). Втора награда печели в конкурс за написване на историческа пиеса във връзка с 1300-годишнината от създаването на българската държава с пиесата „Книга на царете“ (1980).
Успехите в конкурсите за драми подтикват Маргарит Минков да навлезе в театъра. През 1981 и 1982 г. той работи като драматург в театрите в Сливен и Враца. Става художествен ръководител и директор на Драматичен театър „Сълза и смях“ (София). В периода 1986 – 1994 завежда литературното бюро на Национална дирекция театри. До 1991 г. получава нови признания за своето творчество: през 1988 г. получава „Златният делфин“ за драматургия, а през 1991 г. награда за драматургия на Съюза на артистите в България за пиесата си „Камината“. През 1997 г. Минков е драматург в Народния театър.
Маргарит Минков е автор на осемнадесет пиеси, играни в цяла България, сред които най-известни са „И отново за Моцарт и Салиери“ (1979), „Вавилонската кула“ (1982), „Големият род“ (1983), „Ето какво се случи“ (1984), „Нощно съжителство“ (1985), „Жана д’Арк“ (1988), „Камината“ (1990), „Въведение в тяхната картина“ (1994), „Втора сряда“ (1997).
Част от пиесите му са издадени посмъртно през 2001 г. в сборник „Пиеси I“ от Сдружение „Летен театрален институт“, (2001), а през 2007 г. е публикувана драмата му „Жана д'Арк. Пиеси II“ в издателство „Стигмати“.
През 1984 г. излиза книгата на Маргарит Минков „Приказки за разказване“, а през 1987 г. – „Безкрайна приказка“. Посмъртно е издадена книгата му „Весел, гъделичкащ смях“ (2015) в „ИК Жанет 45“.
През всичките тези години Минков пише и поезия. Първите публикувани негови стихове са в самиздатското сп. „Мост“ (1989 – 1990), а в книга излизат посмъртно в стихосбирката „Пръстен в кладенец“ (2000, 2007).
През 1992 г. Маргарит Минков е депутат в XXXVI народно събрание от листата на СДС.
Умира през 1997 г.

## Награди
- Втора награда в конкурса за оригинална авторска приказка „Ханс Кристиан Андерсен“, организиран от БНТ.
- Трета награда в конкурс във Варна за пиесата „Големият бал на шахматните фигури“ (1979)
- Втора награда в конкурс за написване на историческа пиеса във връзка с 1300-годишнината от създаването на българската държава за пиесата „Книга на царете“ (1980)
- Награда на Комитета за култура и Министерството на образованието за приказката „Чудеса, чудеса“ (1984)
- Награда за драматургия „Златният делфин“ (1988)
- Награда за драматургия на Съюза на артистите в България за пиесата „Камината“ (1991)

## Памет
През 1998 г. фондация „Концепция за театър“ обявява национален конкурс „Млада българска драматургия“, като учредява Специална награда „Маргарит Минков“ за философско осмисляне на действителността.
| „                 | В нашия прагматичен ден като че ли не остана място за интелигента – неприспособим „неудачник“ според критериите за успеваемост в нашия вариант на балкански вандализъм. Не остана място за Марго. А как ще бъде утре? И все пак зрънцето оптимизъм в тази история е в онова, което остава след човека като усещане за присъствие, като написано слово, като повод за театрална игра и ето... Марго пак го има, макар че времето е такова, има го заради илюзията, заради спомена и мечтата, които все пак остават. | “ |
| Анна Топалджикова | |   |

| „             | Бихме могли да помислим и за геоцентризма в театралния космос на Маргарит Минков, за неговите библейски и евангелски устойчиви мотиви, за култовете му към случайността, към подменянето, към несъвпадението. Суверенната му авторска представа за събития, герои и сюжети, за мирозданието, както се казваше някога, е скрита с двойно, тройно, n-то дъно в играта на театъра. | “ |
| Весела Груева | |   |

| „               | Болката на Маргарит Минков, излята в десетките въпроси към себе си и нас в същински описаната драматична ситуация на сломения от самота, безнадеждност, саморефлексия и опитност човек, тази болка изисква театрална естетика, подвластна на чуваемостта – нещо, за което липсва търпение, чувствителност, сетива за другост. | “ |
| Кристина Тошева | |   |

| „                | Той беше от последните, които се присъединиха към пишещите през последните десетилетия драматурзи, и си тръгна с първите. Имаше монашеско-отшелнически вид. Езикът му обаче, особено на последните пиеси, не беше благообразен, а улично прям. В очите на западния човек вероятно е стоял като онези аскетични хора на духа от славянския Изток, които обитават запълнени с книги мансарди, без каквито и да било грижи за някакъв по-подреден бит. С основание. Маргарит беше всичко друго освен житейски практичен човек. | “ |
| Константин Илиев | |   |

| „           | Така си отиде от театъра на живота тоя друг човек – зъбите му окапаха от стискане, язвата му се спука от ритници и лакти в корема, ушите му огризани... Като се срещнем горе, да не можем да се познаем. | “ |
| Иван Добчев | |   |

| „             | Маргарит Минков си отиде от този свят, време е да направим още едно хубаво представление... | “ |
| Продан Нончев |                                                                                             |   |